# Senaat (België)
De Senaat (Frans: Sénat, Duits: Senat) is sinds 1831 een van de twee kamers van het tweekamerstelsel van het Federaal parlement van België. De andere kamer is de Kamer van volksvertegenwoordigers. De gemeenschappelijke vergadering van de senatoren en de Kamerleden vindt plaats in de Verenigde Kamers. De Senaat is gevestigd in het Paleis der Natie in Brussel.
Naar aanleiding van de vierde staatshervorming in 1993 werd de Senaat voor een eerste maal grondig hervormd. Als gevolg van de zesde staatshervorming zijn de bevoegdheden van de Senaat sinds 2014 grondig ingeperkt, waarbij de bicamerale wetgevingsprocedure (art. 77 en 78 van de Belgische Grondwet (GW)) de uitzondering werd en de monocamerale wetgevingsprocedure de regel (art. 74 GW). Bovendien worden de senatoren sinds 2014 niet langer rechtstreeks verkozen. Op 24 april 2014 hield de uit rechtstreeks verkozen senatoren samengestelde Senaat zijn laatste zitting.
Sinds 2014 geldt de Senaat als een ontmoetingsplek tussen vertegenwoordigers van de gewesten en gemeenschappen van het federale België en zijn er 60 senatoren: 50 deelstaatsenatoren en 10 gecoöpteerde senatoren. De Senaat houdt 10 zittingen per jaar.

## Geschiedenis

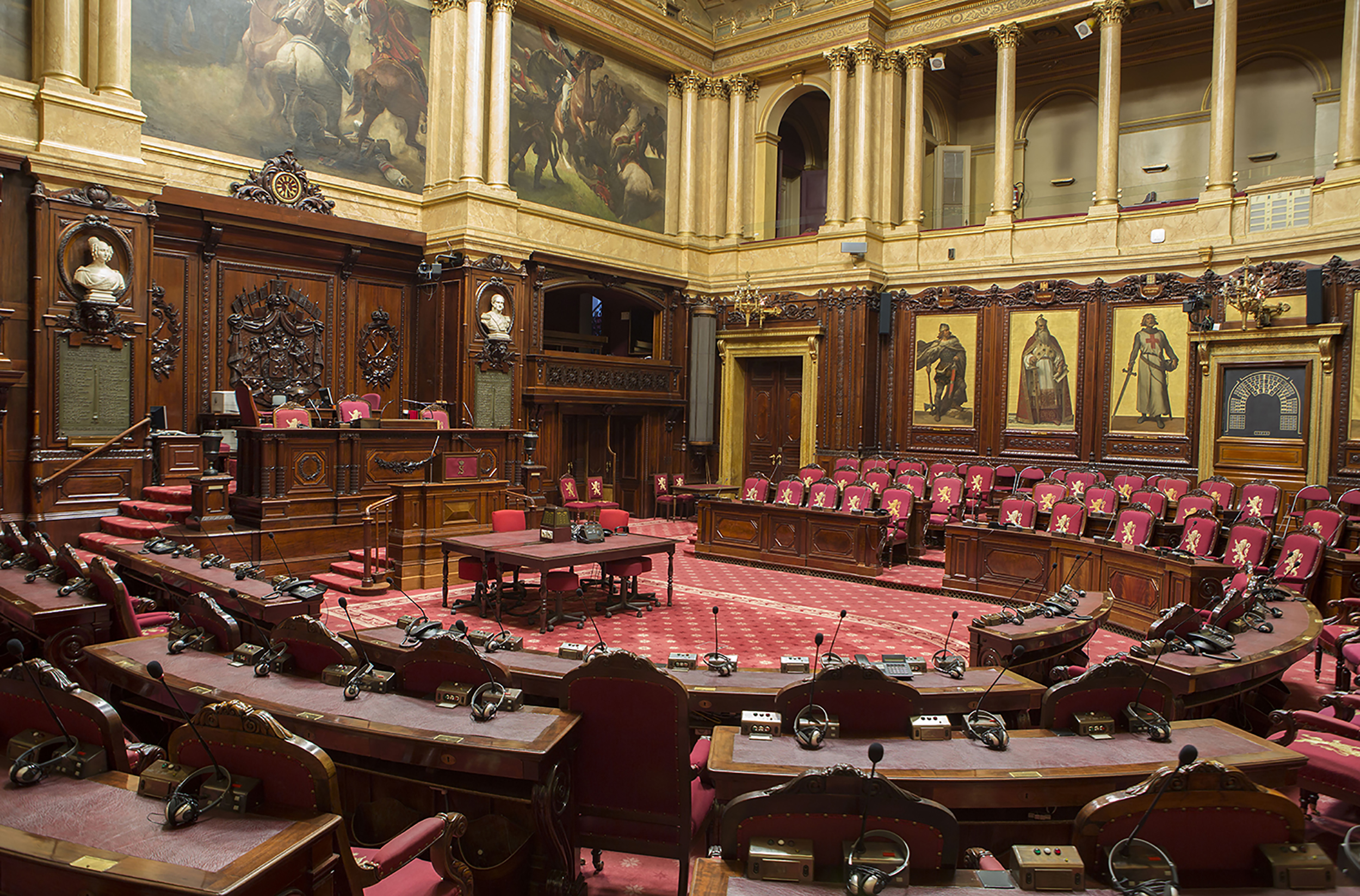
De plenaire vergaderzaal van de Senaat in 2016.

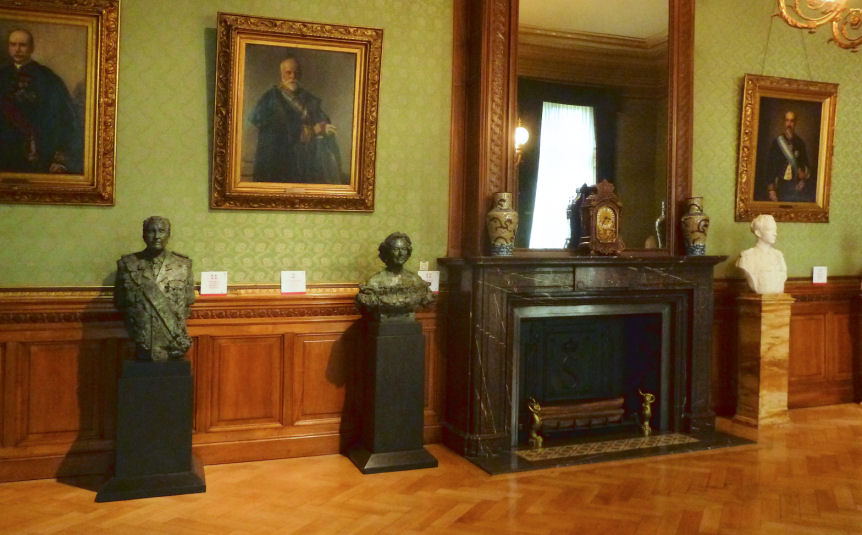
Groene Salon, met busten van de Belgische vorsten, 2023.

### 1831: oprichting
Na de Belgische Revolutie in 1830 moest het Nationaal Congres zich buigen over de opstelling van de Belgische Grondwet. Verenigd in de strijd tegen Nederland was men het over de meeste zaken snel eens. De Senaat was echter een moeilijk punt.
Vooreerst was er discussie of men moest kiezen voor een eenkamer- dan wel een tweekamerstelsel. Men had immers negatieve ervaringen met zo'n "eerste kamer" onder het Verenigd Koninkrijk der Nederlanden. Uiteindelijk koos men toch voor een tweekamerstelsel, uit vrees voor al te revolutionaire beslissingen door de democratischere Kamer van volksvertegenwoordigers, zoals men dat in Frankrijk had gezien. De Senaat zou dus als een conservatief tegengewicht moeten dienen. Bovendien dacht men dat zo'n aristocratische Kamer als bemiddelaar zou kunnen fungeren tussen de Kamer en de koning. Doordat wetten een tweede keer goedgekeurd moeten worden, vermijdt men ook dat de Kamer onder druk van de publieke opinie zou overgaan tot gelegenheidswetten, volgens de waan van de dag. In de praktijk is echter gebleken dat de Senaat zich altijd eerder terughoudend heeft opgesteld ten aanzien van de Kamer.
Nadat die basisoptie genomen was, moest men nog bepalen hoe men die Kamer zou samenstellen. Hiervoor had men de keuze tussen verschillende systemen: benoeming door de koning, erfelijk lidmaatschap enz. Uiteindelijk koos men voor een verkozen kamer, waar men om verkozen te kunnen worden aan een hogere cijnsvoorwaarde moest voldoen (1000 gulden), waardoor er in de praktijk slechts 400 personen verkiesbaar waren. De Senaat werd dus een erg elitair orgaan. Naast die rechtstreeks verkozen senatoren zaten er ook de senatoren van rechtswege.

### 1831-1893
Aanvankelijk gold de Senaat als een conservatief en aristocratisch tegengewicht voor de Kamer van volksvertegenwoordigers. Deze verhouding kwam voort uit de verschillende verkiesbaarheidsvoorwaarden. Deze cumulatieve verkiesbaarheidsvoorwaarden waren de volgende:
1. Belg zijn door geboorte of de staatsnaturalisatie verkregen hebben;
2. zijn politieke en burgerlijke rechten genieten;
3. zijn woonplaats hebben in België;
4. ten minste 40 jaar oud zijn;
5. en ten minste 1.000 gulden rechtstreekse belastingen betalen in België, met inbegrip van het octrooirecht. In de provincies waar het aantal inwoners dat 1.000 gulden rechtstreekse belastingen betaalde meer dan de verhouding van 1 op 6.000 inwoners bedroeg, werd de cijns verhoogd tot men aan de verhouding van 1 op 6.000 inwoners geraakte.

De senatoren werden gekozen voor acht jaar. Om de vier jaar werd de helft van het aantal senatoren vernieuwd. Een soortgelijk systeem bestaat in de federale Amerikaanse Senaat.

#### Leopold II

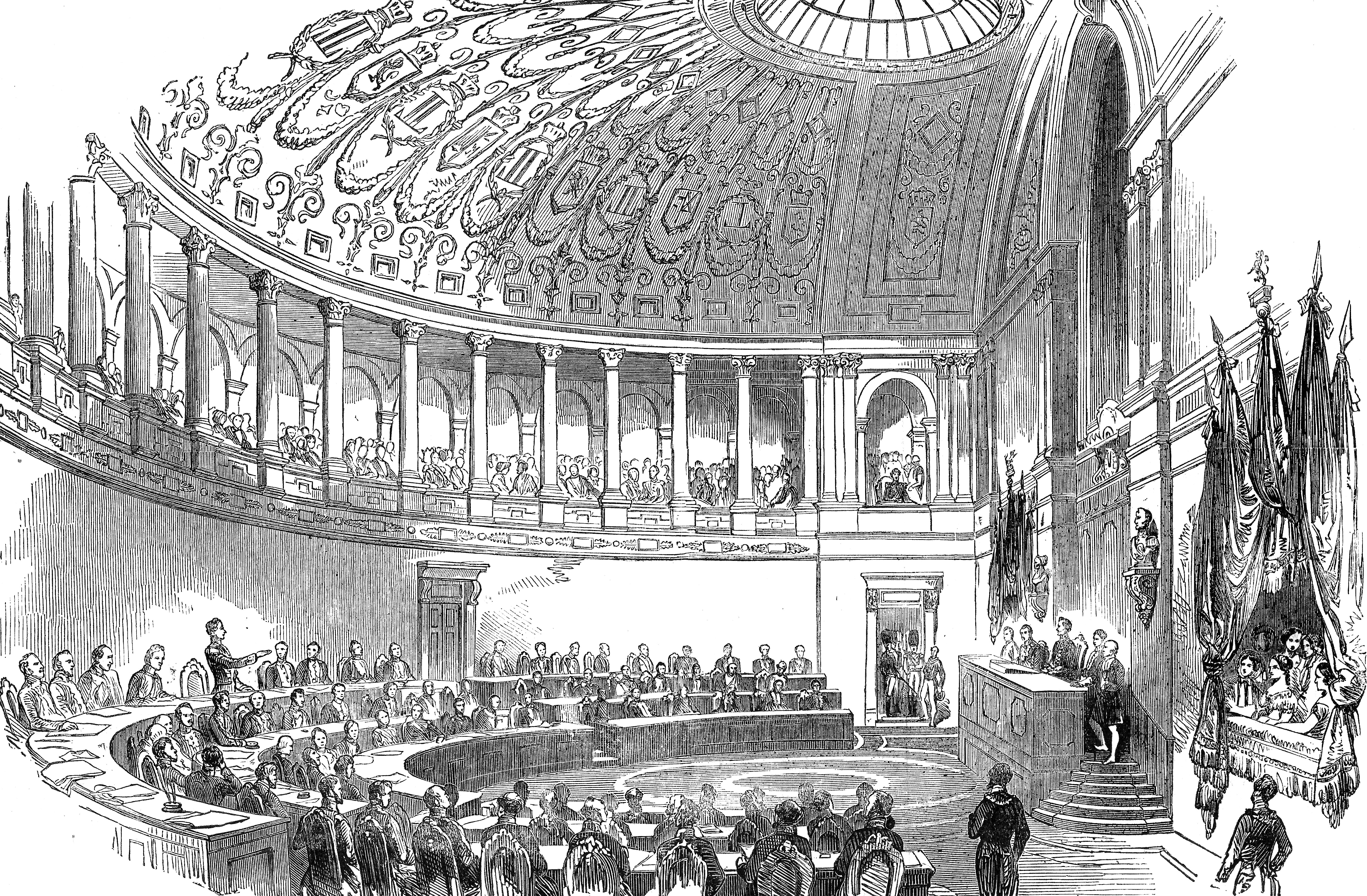
Eedaflegging van prins Leopold als senator van rechtswege. Brussel, Paleis der Natie, 9 april 1853.

Prins Leopold, de latere koning Leopold II van België, zetelde in de Senaat van 9 april 1853 tot 10 december 1865 in de hoedanigheid van senator van rechtswege.
Leopold legde de eed af op zijn 18e verjaardag. Hij nam op 29 december 1855, ruim twee jaar na zijn eedaflegging, voor het eerst deel aan de debatten. In totaal nam hij tijdens vijftien vergaderingen het woord, in de periode van april 1853 tot mei 1861. Net zoals op zijn eedaflegging zou hij hierbij enkel Frans en nooit Nederlands spreken. Leopold wijdde de meeste van zijn toespraken, die hij zelf schreef, aan zijn verlangen om België een kolonie te verschaffen. In zijn jaren als senator zou de tribune van de Senaat voor hem de plaats zijn om zijn expansionistische ideeën te verdedigen tegenover zijn landgenoten.
In 1885 zou Leopold uiteindelijk soeverein worden van de Onafhankelijke Congostaat.
Leopold was de eerste van zeven senatoren van rechtswege die België zou kennen. Na hem volgden nog de latere koningen Albert I, Leopold III, Albert II en Filip en ook prinses Astrid en prins Laurent.

### 1893-1921
In 1893 werd de Senaat gedemocratiseerd, doordat de cijnsvereiste verlaagd werd. Daarnaast werd een nieuwe categorie van senatoren ingevoerd: de provinciale senatoren. Elke provincie mocht een aantal senatoren aanduiden, om op die manier te verzekeren dat elke provincie betrokken zou worden bij de nationale besluitvorming. Deze categorie werd in 1993 afgeschaft en vervangen door de gemeenschapssenatoren.

### 1921-1993
In 1921 volgde een tweede grote hervorming van de verkiesbaarheidsvoorwaarden. Volgens de nieuwe voorwaarden diende men cumulatief:
1. Belg te zijn door geboorte of de grote naturalisatie verkregen hebben;
2. het genot te hebben van de burgerlijke en politieke rechten;
3. zijn woonplaats te hebben in België;
4. en ten minste 40 jaar oud te zijn.

De cijnsvoorwaarde als enige voorwaarde werd afgeschaft. In plaats kwam een lijst van 21 voorwaarden (waaronder evenwel nog een cijnsvoorwaarde). Personen die aan de vier voornoemde voorwaarden voldeden, dienden bovendien te voldoen aan minstens een voorwaarde gesteld in de lijst opdat men verkiesbaar zou zijn als senator. In de feiten voldeed bijna iedereen aan een van de 21 voorwaarden, waardoor het verschil in samenstelling met de Kamer afnam.
Deze lijst met voorwaarden hield in dat men diende te behoren tot een van volgende categorieën:
1. De ministers, gewezen ministers en ministers van Staat;
2. De leden en gewezen leden van de Kamer van volksvertegenwoordigers en van de Senaat;
3. De houders van een diploma van het hoger onderwijs;
4. De gewezen opperofficieren van het leger en van de marine;
5. De titelvoerende leden en gewezen titelvoerende leden der handelsrechtbanken, die ten minste tweemaal met een mandaat werden belast;
6. Zij die, gedurende ten minste tien jaar, het ambt hebben bekleed van bedienaar van een eredienst, waarvan de leden een jaarwedde trekken ten laste van de Staat;
7. De werkende leden en de gewezen werkende leden van een koninklijke academie en de leraars en gewezen leraars in het hoger onderwijs;
8. De gewezen provinciale gouverneurs; de leden en gewezen leden van de bestendige deputaties; de gewezen arrondissementscommissarissen;
9. De leden en gewezen leden van de provincieraden, die ten minste tweemaal met een mandaat werden belast;
10. De burgemeesters, de gewezen burgemeesters, de schepenen en gewezen schepenen van gemeenten die tevens arrondissementshoofdplaatsen zijn of van gemeenten met meer dan 4.000 inwoners;
11. De gewezen gouverneurs-generaal en ondergouverneurs-generaal van Belgisch-Congo en de leden en gewezen leden van de Koloniale Raad;
12. De gewezen bestuurders-generaal, de gewezen bestuurders en de gewezen inspecteurs-generaal bij een ministerie;
13. De eigenaars en vruchtgebruikers van onroerende goederen gelegen in België, waarvan het kadastraal inkomen ten minste 12.000 frank bedraagt; de belastingplichtigen, die elk jaar ten minste 3.000 frank als rechtstreekse belastingen betalen;
14. Zij die, als beheerder-afgevaardigde, bestuurder of in een soortgelijke hoedanigheid, gedurende vijf jaar aan het hoofd gesteld werden van het dagelijks beheer een Belgische naamloze vennootschap, waarvan het kapitaal werd volgestort ten bedrage van ten minste 1.000.000 frank;
15. De hoofden van nijverheidsbedrijven, waarbij ten minste 100 werklieden bestendig arbeiden, en van landbouwbedrijven van ten minste 50 hectaren;
16. Zij die, als bestuurder-zaakvoerder of in een soortgelijke hoedanigheid, gedurende drie jaar aan het hoofd gesteld werden van het dagelijks beheer ener Belgische coöperatieve vennootschap met ten minste 500 leden sedert vijf jaar;
17. Zij die, als werkende leden, gedurende vijf jaar het ambt hebben vervuld van voorzitter of secretaris van een mutualiteit of van een bond van mutualiteiten met ten minste 1.000 leden sedert vijf jaar;
18. Zij die, als werkende leden, gedurende vijf jaar het ambt hebben vervuld van voorzitter of secretaris van een beroeps-, nijverheids- of landbouwvereniging met ten minste 500 leden sedert vijf jaar;
19. Zij die, gedurende vijf jaar, het ambt hebben vervuld van voorzitter van een handels- of nijverheidskamer met ten minste 300 leden sedert vijf jaar;
20. De leden van de nijverheids- en arbeidsraden van de provinciale landbouwcommissies, van de arbeidsrechtbanken, die ten minste tweemaal met een mandaat werden belast;
21. De gekozen leden van een der raadgevende raden ingesteld bij de ministeriële departementen.

Nieuwe categorieën van verkiesbaren konden door een wet met een tweederdemeerderheid worden ingevoerd.
Tevens werd opnieuw een nieuwe categorie senatoren ingevoerd, de gecoöpteerde senatoren. De bedoeling was om meer kwaliteit in de Senaat te brengen, mensen met verdienste in de samenleving die een positieve inhoudelijke bijdrage zouden hebben in de totstandkoming van de wetten. Deze categorie bestaat tot op de dag van vandaag.
De achtjarige duur van het mandaat en de vernieuwingen van de helft van de senatoren werden afgeschaft en vervangen door een mandaat van vier jaar en enkel een algehele vernieuwing van de Senaat.

### 1993-2014
Tot 1993 werden de deelstaatparlementen niet rechtstreeks verkozen. Het Vlaams Parlement bijvoorbeeld bestond uit de Vlaamse leden van het federaal parlement. Dit dubbelmandaat werd afgeschaft, waardoor 318 nieuwe parlementaire zetels ontstonden in de verschillende deelstaatparlementen. Om deze toename te compenseren werd het aantal leden van de Kamer van 212 tot 150 gebracht en het aantal senatoren van 184 tot 71. Ook kwam er een inhoudelijke hervorming: er werd een nieuwe categorie senatoren ingevoerd, de gemeenschapssenatoren. Daardoor wilde men de Senaat aanpassen aan de door de staatshervorming gecreëerde federale structuur. Hierdoor kunnen de deelstaten betrokken worden bij grondwetswijzigingen. Daarnaast vond men het nuttig om een reflectiekamer te hebben, die over de kwaliteit van de wetgeving zou kunnen waken door een evocatierecht.
De senaat telde toen 71 leden, verdeeld in 3 categorieën:
- 40 rechtstreeks verkozen senatoren (25 Nederlandse kiescollege, 15 Franse kiescollege)
- 21 gemeenschapssenatoren (10 Nederlandstalige, 10 Franstalige, 1 Duitstalige)
- 10 gecoöpteerde senatoren (6 Nederlandstalige, 4 Franstalige)

In de nieuwe samenstelling verloor de Senaat zijn begrotingsrecht en zijn politiekecontrolerecht van de regering.
Het behoorde tot de doelstellingen van de regering-Verhofstadt II om de Senaat opnieuw te hervormen, waarbij waarschijnlijk de functie van reflectiekamer zou verdwijnen en de Senaat nog verder zou omgevormd worden tot een kamer van de deelstaten.

### 2014-heden
Om tot senator gekozen of aangewezen te kunnen worden moet men overeenkomstig Artikel 69 van de Belgische Grondwet:
1. Belg zijn;
2. het genot hebben van de burgerlijke en politieke rechten;
3. de volle leeftijd van achttien jaar hebben bereikt;
4. zijn woonplaats hebben in België.

Voor de zesde staatshervorming was de minimumleeftijd 21 jaar.
In het kader van de zesde staatshervorming (Vlinderakkoord) van 2011 werd beslist om de Senaat niet meer rechtstreeks te laten verkiezen, maar het te laten functioneren als een ontmoetingsplaats voor leden van de verschillende deelstaatparlementen. Zowel de categorie van de rechtstreeks verkozen senatoren als die van de senatoren van rechtswege werden afgeschaft. De categorie van de gecoöpteerde senatoren bleef wel behouden.
De bevoegdheden van de Senaat werden gevoelig ingeperkt. Bijvoorbeeld verloor hij de meeste wetgevende bevoegdheden en kan de Senaat niet langer onderzoekscommissies organiseren. Senatoren kunnen de federale regering ook niet meer ondervragen.
Voortaan telt de Senaat ten eerste 50 deelstaatsenatoren. Het gaat om 29 Nederlandstaligen, 20 Franstaligen en 1 Duitstalige. De Senaat komt één keer per maand samen. Ten tweede zijn er 10 gecoöpteerde senatoren, waarvan er 6 Nederlandstalig en 4 Franstalig zijn.
In de Senaat zetelen daardoor 60 senatoren. Het gaat om 35 Nederlandstaligen (58,3%), 24 Franstaligen (40 %) en 1 Duitstalige (1,7 %).
Overeenkomstig art. 67 GW worden de deelstaatsenatoren aangeduid als volgt:
- 29 senatoren worden aangewezen door het Vlaams Parlement uit het Vlaams Parlement of uit de Nederlandse taalgroep van het Brussels Hoofdstedelijk Parlement;
- 10 senatoren worden aangewezen door en uit het Parlement van de Franse Gemeenschap (die zelf is samengesteld uit alle leden van het Waals Parlement en enkele leden van de Franse taalgroep van het Brussels Hoofdstedelijk Parlement);
- 8 senatoren worden aangewezen door en uit het Waals Parlement;
- 2 senatoren worden aangewezen door en uit de Franse taalgroep van het Brussels Hoofdstedelijk Parlement;
- 1 senator wordt aangewezen door en uit het Parlement van de Duitstalige Gemeenschap;
- 6 senatoren worden gecoöpteerd door de 29 Nederlandstalige senatoren;
- 4 senatoren worden gecoöpteerd door de 20 Franstalige senatoren.

De tien gecoöpteerde senatoren worden verdeeld op basis van de verkiezingsuitslag van de Kamer van volksvertegenwoordigers.
Niet meer dan twee derden van de senatoren mogen van hetzelfde geslacht zijn (art. 67, §3 GW).

### Afschaffing
Verschillende politieke partijen, waaronder de twee Vlaamse separatistische partijen N-VA en Vlaams Belang, alsook Groen en Open Vld, pleiten voor het afschaffen van de Senaat. Op 8 januari 2022 verklaarde de toenmalige senaatsvoorzitter Stephanie D'Hose dat ze voorstander was van de afschaffing van de senaat.
De regering-De Wever plant de afschaffing tegen het einde van de legislatuur (2029).

## Senatoren

### Categorieën
Sinds 1831 kende de Senaat vijf categorieën van senatoren. In de huidige samenstelling van de Senaat zijn er nog twee categorieën senatoren.
- Rechtstreeks verkozen senatoren (1831-2014);
- Senatoren van rechtswege (1831-2014);
- Provinciale senatoren (1894-1995);
- Gecoöpteerde senatoren (sinds 1921);
- Gemeenschapssenatoren, later deelstaatsenatoren (sinds 1995).

| Categorie                                       | 1831-1894 | 1894-1900 | 1900-1921 | 1921-1995 | 1995-2014                                                                                         | sinds 2014                |
| ----------------------------------------------- | --- | --- | --- | --- | ------------------------------------------------------------------------------------------------- | ------------------------- |
| Rechtstreeks verkozen senatoren                 | 51 (1831) – 101 (1946) – 106 (van 1949 tot 1991) (de helft van het aantal leden van de Kamer van volksvertegenwoordigers, van wie het aantal sinds 1949 wordt bepaald door het bevolkingscijfer) | 51 (1831) – 101 (1946) – 106 (van 1949 tot 1991) (de helft van het aantal leden van de Kamer van volksvertegenwoordigers, van wie het aantal sinds 1949 wordt bepaald door het bevolkingscijfer) | 51 (1831) – 101 (1946) – 106 (van 1949 tot 1991) (de helft van het aantal leden van de Kamer van volksvertegenwoordigers, van wie het aantal sinds 1949 wordt bepaald door het bevolkingscijfer) | 51 (1831) – 101 (1946) – 106 (van 1949 tot 1991) (de helft van het aantal leden van de Kamer van volksvertegenwoordigers, van wie het aantal sinds 1949 wordt bepaald door het bevolkingscijfer) | 40 (25 NL + 15 FR)                                                                                | —                         |
| Rechtstreeks verkozen senatoren                 | 38 kiesarrondissementen | 38 kiesarrondissementen | 21 kiesarrondissementen | 21 kiesarrondissementen | 1 NL + 1 FR kiescollege                                                                           | —                         |
| Senatoren van rechtswege                        | 7 doorheen de geschiedenis (Leopold II, Albert I, Leopold III, Albert II, Filip, Astrid, Laurent)                                                                                                | 7 doorheen de geschiedenis (Leopold II, Albert I, Leopold III, Albert II, Filip, Astrid, Laurent)                                                                                                | 7 doorheen de geschiedenis (Leopold II, Albert I, Leopold III, Albert II, Filip, Astrid, Laurent)                                                                                                | 7 doorheen de geschiedenis (Leopold II, Albert I, Leopold III, Albert II, Filip, Astrid, Laurent)                                                                                                | 7 doorheen de geschiedenis (Leopold II, Albert I, Leopold III, Albert II, Filip, Astrid, Laurent) | —                         |
| Provinciale senatoren                           | — | 26 (1894) – 27 (1919) (afhankelijk van de bevolking in de provincie) | 26 (1894) – 27 (1919) (afhankelijk van de bevolking in de provincie) | 40 (1921) – 52 (1991) (afhankelijk van de bevolking in de provincie) | —                                                                                                 | —                         |
| Gecoöpteerde senatoren                          | — | — | — | 20 (1921) – 26 (1991) (de helft van het aantal provinciale senatoren) | 10 (6 NL + 4 FR)                                                                                  | 10 (6 NL + 4 FR)          |
| Gemeenschapssenatoren, later deelstaatsenatoren | — | — | — | — | 21 (10 NL + 10 FR + 1 DE)                                                                         | 50 (29 NL + 20 FR + 1 DE) |
| Totaal                                          | 51–76 | 102–120 | 102–120 | 153–184 | 71                                                                                                | 60                        |

### Eedaflegging
Elke senator moet een eed afleggen in minstens een van de drie landstalen. Die eed luidt Ik zweer de Grondwet na te leven, Je jure d'observer la Constitution of Ich schwöre, die Verfassung zu beachten.

### Zetelverdeling

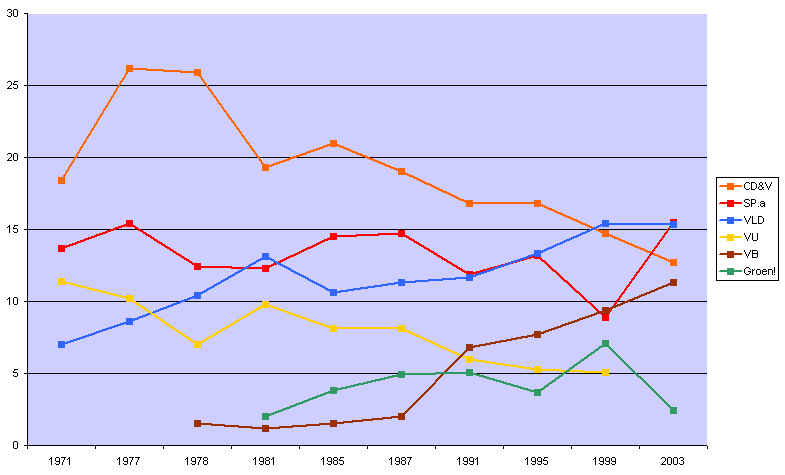
Nederlandstalige partijen en hun behaalde resultaten voor de senaat van 1971 tot 2003 uitgedrukt in procenten.

#### 2019-2024
| Partij | Partij        | Taalgroep        | Deelstaat- senatoren | Gecoöpteerde senatoren | Totaal |
| ------ | ------------- | ---------------- | -------------------- | ---------------------- | ------ |
|        | N-VA          | Nederlands       | 8                    | 1                      | 9      |
|        | Vlaams Belang | Nederlands       | 6                    | 1                      | 7      |
|        | PS            | Frans            | 6                    | 1                      | 7      |
|        | MR - PFF      | Frans/Duits      | 6                    | 1                      | 7      |
|        | CD&V          | Nederlands       | 4                    | 1                      | 5      |
|        | Open Vld      | Nederlands       | 4                    | 1                      | 5      |
|        | Ecolo-Groen   | Frans/Nederlands | 7                    | 2                      | 9      |
|        | sp.a          | Nederlands       | 3                    | 1                      | 4      |
|        | cdH           | Frans            | 2                    | 0                      | 2      |
|        | PVDA-PTB      | Nederlands/Frans | 4                    | 1                      | 5      |
| Totaal | Totaal        | Totaal           | 50                   | 10                     | 60     |

#### 2024-2029
| Fractie | Fractie       | Deelstaatsenatoren | Gecoöpteerd | Totaal |
| ------- | ------------- | ------------------ | ----------- | ------ |
|         | N-VA          | 8                  | 2           | 10     |
|         | MR            | 8                  | 1           | 9      |
|         | Vlaams Belang | 7                  | 1           | 8      |
|         | PS            | 5                  | 1           | 6      |
|         | PVDA-PTB      | 5                  | 1           | 6      |
|         | Les Engagés   | 4                  | 1           | 5      |
|         | CD&V          | 4                  | 1           | 5      |
|         | Vooruit       | 4                  | 0*          | 4      |
|         | Open Vld      | 2                  | 1           | 3      |
|         | Ecolo-Groen   | 3                  | 0           | 3      |
| Totaal  | Totaal        | 50                 | 10          | 60     |

### Verloning

#### Tot 2014
Een senator had tot de verkiezingen van 2014 een brutojaarinkomen van € 103.794. Daarenboven genoten senatoren nog van andere financiële voordelen, en voordelen in natura. Bijvoorbeeld een maandelijkse onkostenvergoeding van € 1.748, portvrije zendingen, en gratis gebruik van het openbaar vervoer.
Senatoren met functies in de Senaat, zoals voorzitter, bureaulid, of fractieleider, kregen een supplementair bedrag, en een wagen met chauffeur.
Een uittredend senator met vier, acht of twaalf jaar anciënniteit, krijgt een uittredingsvergoeding. De exacte berekening gebeurt door de quaestuur van de senaat en is zeer complex, bijvoorbeeld
- Wie twaalf jaar heeft gezeteld, heeft recht op 24 maanden lang een bruto vergoeding van € 7.460, of € 179.040 in totaal.
- Wie tegelijk ook fractievoorzitter is geweest, strijkt daarvoor ook nog eens 24 maal € 2.800 op, of zowat € 67.200 euro in totaal.

#### Sinds 2014
Vanaf 2014 krijgen de 50 deelstaatsenatoren geen bijkomende vergoeding voor hun opdracht in de Senaat, maar hebben wel recht op een onkostenvergoeding (art. 71, eerste en tweede lid GW). De senatoren hebben bovendien recht op vrij verkeer op alle verkeerswegen door de openbare overheden geëxploiteerd of in concessie gegeven binnen de grenzen van België. Dit komt neer op gratis bus- en treinabonnementen.
De tien gecoöpteerde senatoren krijgen wel een inkomen, zij krijgen de helft van een normale parlementaire vergoeding.

## Bevoegdheden

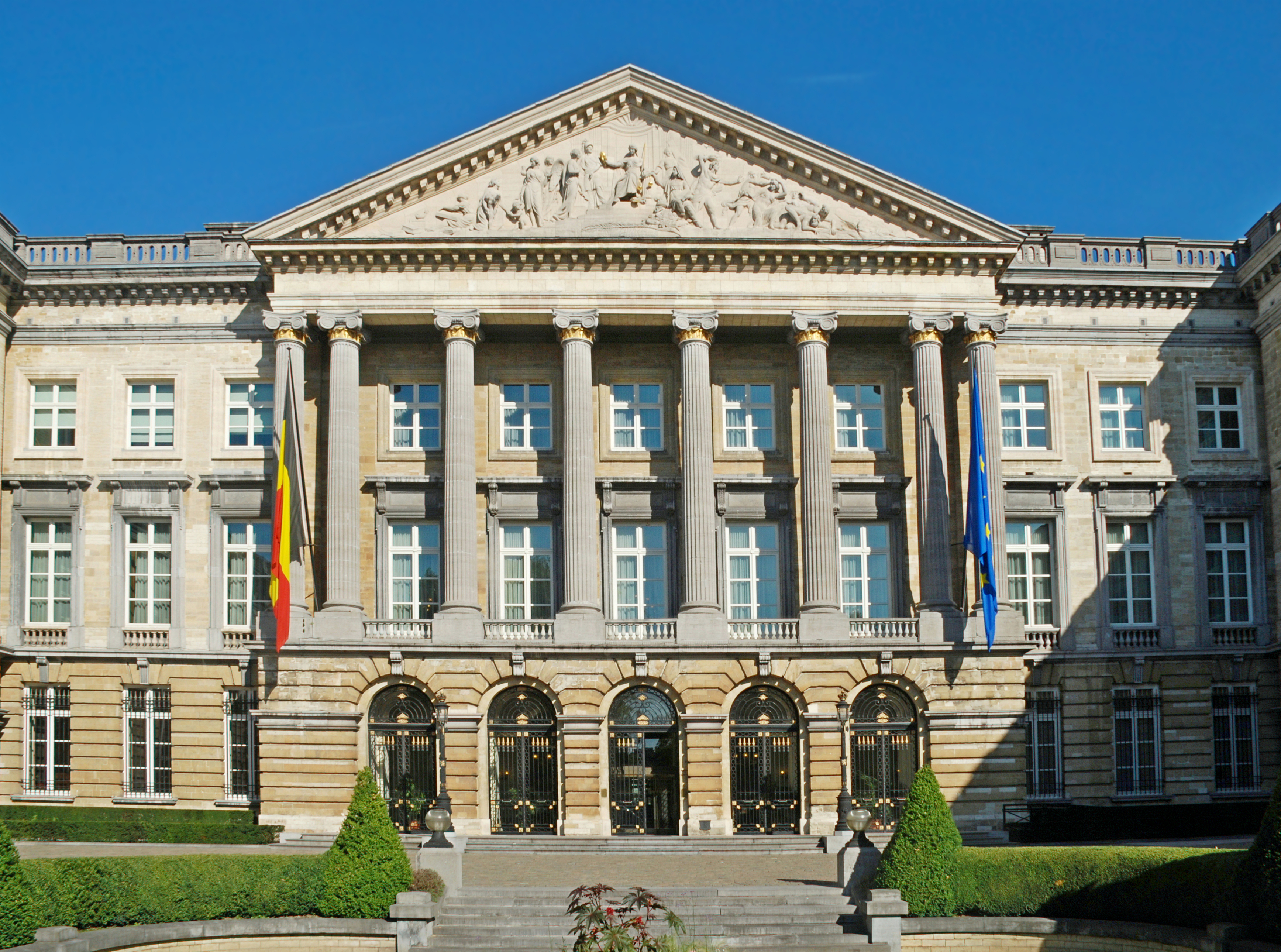
Voorgevel van het Paleis der Natie, de zetel van de Senaat.

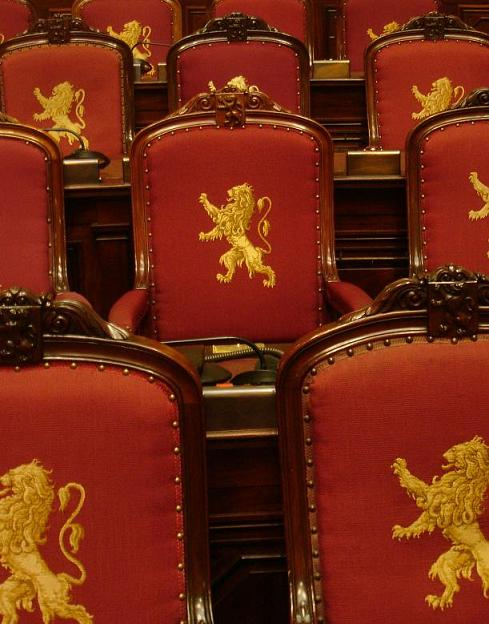
Zetels in de Senaat.

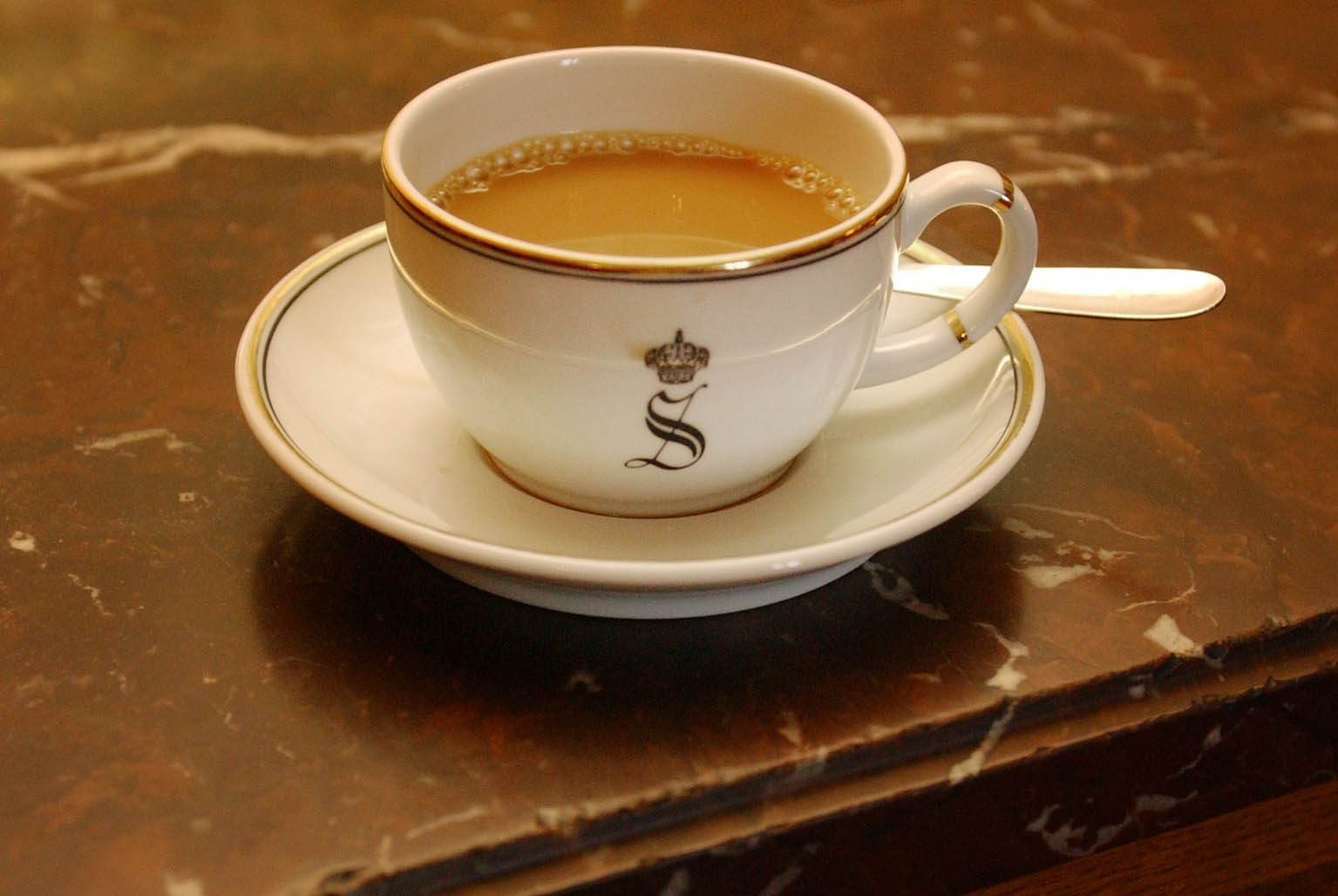
Koffiekopje met het embleem van de Senaat.

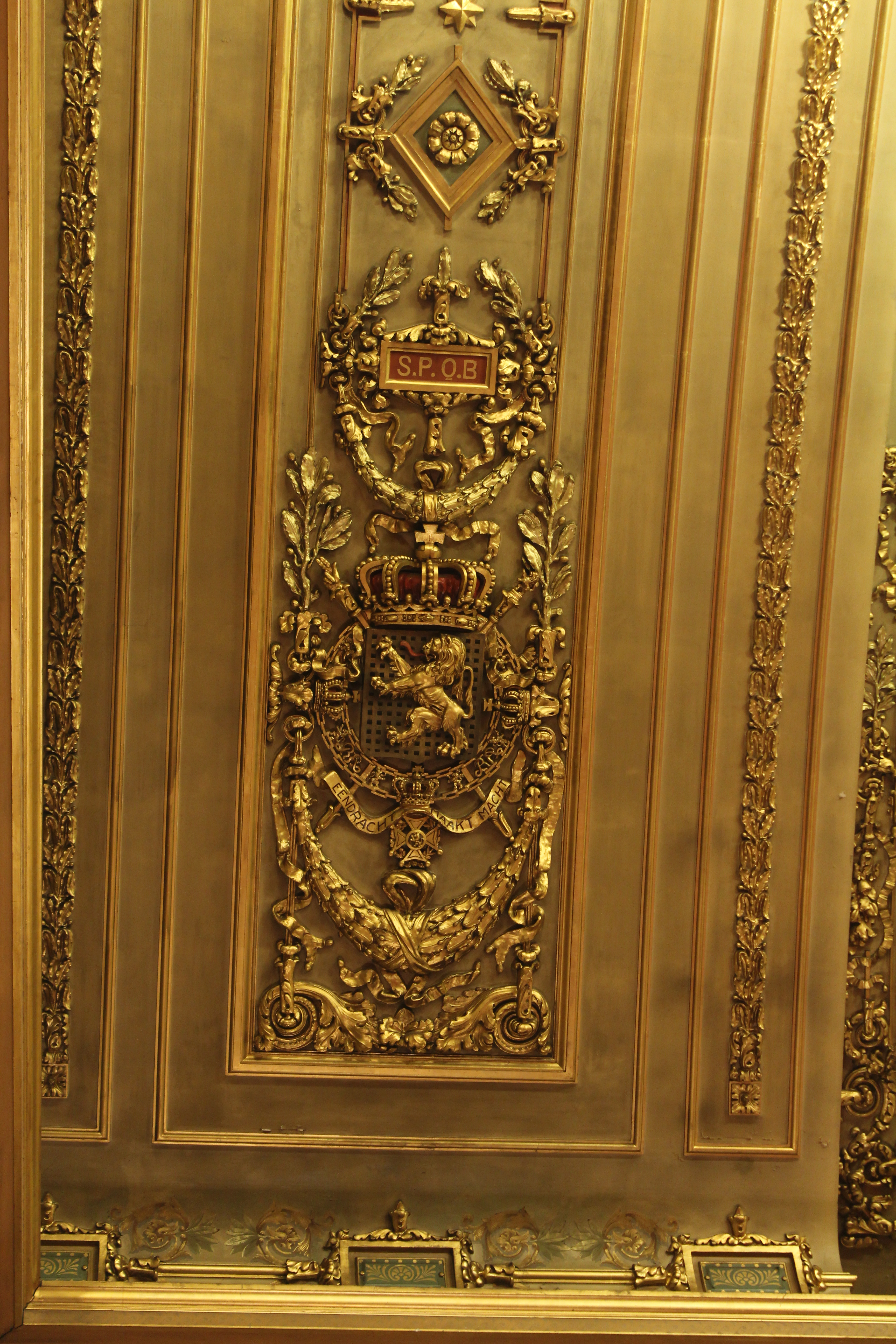
Het klein rijkswapen en boven, SPQB (Latijn: "Senatus Populusque Belgicus") op het plafond van de Senaat.

### 1831-1993
In deze periode waren de bevoegdheden van de Senaat identiek aan die van de Kamer van volksvertegenwoordigers. Iedere wet diende in beide kamers een meerderheid te vinden.

### 1993-2014
In 1993 werd de macht van de Senaat voor een eerste maal ingeperkt: de regering was niet langer verantwoordelijk voor de Senaat, waardoor ze daar niet meer kon vallen. Ook werden de inhoudelijke bevoegdheden beperkt. Er werden drie soorten wetgevingsprocedures ontwikkeld, steeds met een andere inkleding van de functie voor de Senaat. Deze procedures waren:
1. Exclusieve bevoegdheden van de Kamer: art. 74 GW somde de aangelegenheden op waarin alleen de Kamer bevoegd was en de Senaat op geen enkele manier kan tussenkomen:
  - het verlenen van naturalisaties;
  - burgerrechtelijke en strafrechtelijke aansprakelijkheid van de ministers van de Koning;
  - de begrotingen en de rekeningen van de Staat;
  - de vaststelling van het legercontingent.
2. Verplicht tweekamerstelsel: De Kamer van volksvertegenwoordigers en de Senaat moeten allebei betrokken worden bij volgende aangelegenheden (een lijst die kan uitgebreid worden door een bijzondere wet:
  - de verklaring tot herziening van de Grondwet en de herziening van de Grondwet;
  - de aangelegenheden waarvan in de Grondwet wordt gesteld dat de Kamers gelijk bevoegd zijn;
  - de wetten bedoeld in de artikelen 5, 39, 43, 50, 68, 71, 77, 82, 115, 117, 118, 121, 123, 127 tot 131, 135 tot 137, 140 tot 143, 145, 146, 163, 165, 166, 167, § 1, derde lid, § 4 en § 5, 169, 170, § 2, tweede lid, § 3, tweede en derde lid, § 4, tweede lid, en 175 tot 177 van de Grondwet, evenals de wetten ter uitvoering van de voormelde wetten en artikelen;
  - de bijzondere wetten, evenals de wetten ter uitvoering hiervan;
  - de wetten die bevoegdheden overdragen aan volkenrechtelijke instellingen;
  - de wetten houdende instemming met verdragen;
  - de wetten aangenomen om de naleving van internationale of supranationale verplichtingen te verzekeren;
  - de wetten op de Raad van State;
  - de organisatie van de hoven en rechtbanken;
  - de wetten tot goedkeuring van samenwerkingsakkoorden tussen de Staat, de gemeenschappen en de gewesten.
3. In alle andere aangelegenheden bepaalt de Senaat zelf de mate waarin zij in de besluitvorming wordt betrokken. Zij worden in de procedure betrokken door:
  - zelf een initiatief te nemen
  - gebruik te maken van hun evocatierecht.

De Senaat bleef, buiten de begrotingsbevoegdheid, wel over alle traditionele bevoegdheden van een parlement beschikken: ze had nog het recht van onderzoek, bepaalde zelf haar dotatie en stelde haar eigen reglement op.

### Sinds 2014
Artikel 36 van de Belgische Grondwet bepaalt dat de federale wetgevende macht gezamenlijk wordt uitgeoefend door de koning, de Kamer van volksvertegenwoordigers en de Senaat. Echter, artikel 74 van de Belgische Grondwet bepaalt dat in de regel wordt afgeweken van artikel 36 GW. Het artikel 74 GW schrijft voor dat de federale wetgevende macht gezamenlijk wordt uitgeoefend door de koning en de Kamer van volksvertegenwoordigers in de wetgevende aangelegenheden die niet worden omschreven in de artikelen 77 en 78 GW. Concreet komt dit neer op het aannemen van de meeste federale wetgeving. Het bevoegdheidsverlies van de Senaat op dit punt is gevoelig toegenomen door de zesde staatshervorming, aangezien artikel 74 in de periode 1993-2014 slechts vier aangelegenheden reserveerde voor de koning en de Kamer alleen. Als compensatie van dit bevoegdheidsverlies werd in de Grondwet voorzien in een systeem van tweede lezing in de Kamer van volksvertegenwoordigers (art. 76, derde lid GW). Hierdoor werd verholpen aan het argument dat de Senaat fungeerde als controlekamer.
De lijst in artikel 77 van de Belgische Grondwet, die de aangelegenheden bepaalt die zijn onderworpen aan een verplicht bicamerale wetgevingsprocedure, werd tevens hervormd en ingeperkt. Sinds 2014 zijn de Kamer van volksvertegenwoordigers en de Senaat gelijkelijk bevoegd voor:
1. de verklaring tot herziening van de Grondwet, alsook de herziening en de coördinatie van de Grondwet;
2. de aangelegenheden die krachtens de Grondwet door beide wetgevende Kamers dienen te worden geregeld;
3. de bijzondere meerderheidswetten;
4. de wetten met betrekking tot de instellingen van de Duitstalige Gemeenschap en de financiering ervan;
5. de wetten met betrekking tot de financiering van politieke partijen en de controle op de verkiezingsuitgaven;
6. de wetten met betrekking tot de organisatie van de Senaat en het statuut van senator.

Dit grondwetsartikel schrijft tevens voor dat een bijzondere meerderheidswet andere aangelegenheden kan aanduiden waarvoor de Kamer van volksvertegenwoordigers en de Senaat gelijkelijk bevoegd zijn. Deze lijst zou dan in zulke wet en dus buiten de Grondwet worden opgesteld.
Artikel 78 van de Belgische Grondwet, dat de aangelegenheden opsomt die onder de facultatieve bicamerale wetgevingsprocedure vallen, werd eveneens hervormd. Ieder wetsontwerp dat door de Kamer van volksvertegenwoordigers is aangenomen in de volgende aangelegenheden wordt overgezonden aan de Senaat:
1. de wetten ter uitvoering van de bijzondere meerderheidswetten;
2. de wetten bedoeld in de artikelen 5, 39, 115, 117, 118, 121, 123, 127 tot 129, 131, 135 tot 137, 141 tot 143, 163, 165, 166, 167, § 1, derde lid, 169, 170, § 2, tweede lid, § 3, tweede en derde lid, en § 4, tweede lid, 175 en 177 van de Grondwet, evenals de wetten ter uitvoering van deze artikelen, met uitzondering van de wetgeving met betrekking tot de organisatie van de geautomatiseerde stemming;
3. de wetten aangenomen overeenkomstig artikel 169 van de Belgische Grondwet om de naleving van internationale of supranationale verplichtingen te verzekeren;
4. en de wetten op de Raad van State en op de federale administratieve rechtscolleges.

Ook deze lijst kan in een bijzondere meerderheidswet worden uitgebreid.
Op verzoek van de meerderheid van zijn leden met ten minste een derde van de leden van elke taalgroep, onderzoekt de Senaat zulke wetsontwerpen. Die verzoeken moeten binnen de 15 dagen worden geformuleerd. Vervolgens kan de Senaat binnen dertig dagen:
- beslissen dat er geen reden is om het wetsontwerp te amenderen;
- of het wetsontwerp na amendering aannemen.

Tevens werd artikel 56 van de Belgische Grondwet gewijzigd, waardoor de Senaat het recht verloor om parlementaire onderzoekscommissies op te richten. Tegelijkertijd kreeg de Senaat het recht informatieverslagen op de stellen over thema's die zowel raken aan de bevoegdheden van de federale staat als aan die van de gewesten en de gemeenschappen. Dit noemt men de transversale thema's.
Door een wijziging van artikel 57 van de Belgische Grondwet verloor de Senaat eveneens het recht om verzoekschriften te verwijzen naar de federale regering.

## Bureau
De werking van de Senaat wordt geregeld door het bureau. Het is samengesteld uit de voorzitter, de ondervoorzitters, de quaestoren (die vooral instaan voor het financieel beleid) en de fractievoorzitters. Het bureau wordt samengesteld op basis van verkiezing onder de leden van de Senaat, rekening houdend met een voldoende vertegenwoordiging van de oppositie.

## Vergelijkbare kamers
- Duitsland: Bundesrat (Bondsraad)
- Nederland: Eerste Kamer der Staten-Generaal (Eerste Kamer)
- Verenigd Koninkrijk: House of Lords (Hogerhuis)
- Verenigde Staten: US Senate
- Zwitserland: Kantonsraad